# Txernígovskoie
Txernígovskoie - Черниговское (rus) - és un poble del krai de Krasnodar, a Rússia. Es troba als vessants septentrionals del Caucas occidental, a la vora esquerra del riu Pxekha, a 22 km al sud d'Apxeronsk i a 107 km al sud-est de Krasnodar, la capital.
Pertanyen a aquest municipi les poblacions d'Armianski, Dessiati Kilometr, Kuixinka i Prigórnoie.